# کافه دو لا په
کافه دو لا په (به فرانسوی: Café de la Paix) کافه‌ای برجسته در میدان اپرای پاریس است که در سال ۱۸۶۲ میلادی گشایش یافته است و همچنان فعال می‌باشد.

## تاریخچه
نزدیکی این قهوه‌خانه به اپرا باعث شد که مشتری‌های مشهوری مانند ژول ماسنه، امیل زولا و گی دو موپاسان داشته باشد.
این قهوه‌خانه محلی برای سرودن شعر "The Absinthe Drinkers" سرودهٔ Robert Service بود.
در زمان Belle Époque بازدید کنندگانی مانند سرگئی دیاگیلف و شاهزاده ولز و پادشاه آیندهٔ بریتانیا، ادوارد هفتم (پادشاهی متحده) از این قهوه‌خانه بازدید کردند.
بعد از آن یک ایستگاه رادیویی در قهوه‌خانه شروع به کار کرد که برای ایالات متحده آمریکا برنامه تولید می‌کرد و نام آن "This is Paris" بود.

## نگارخانه

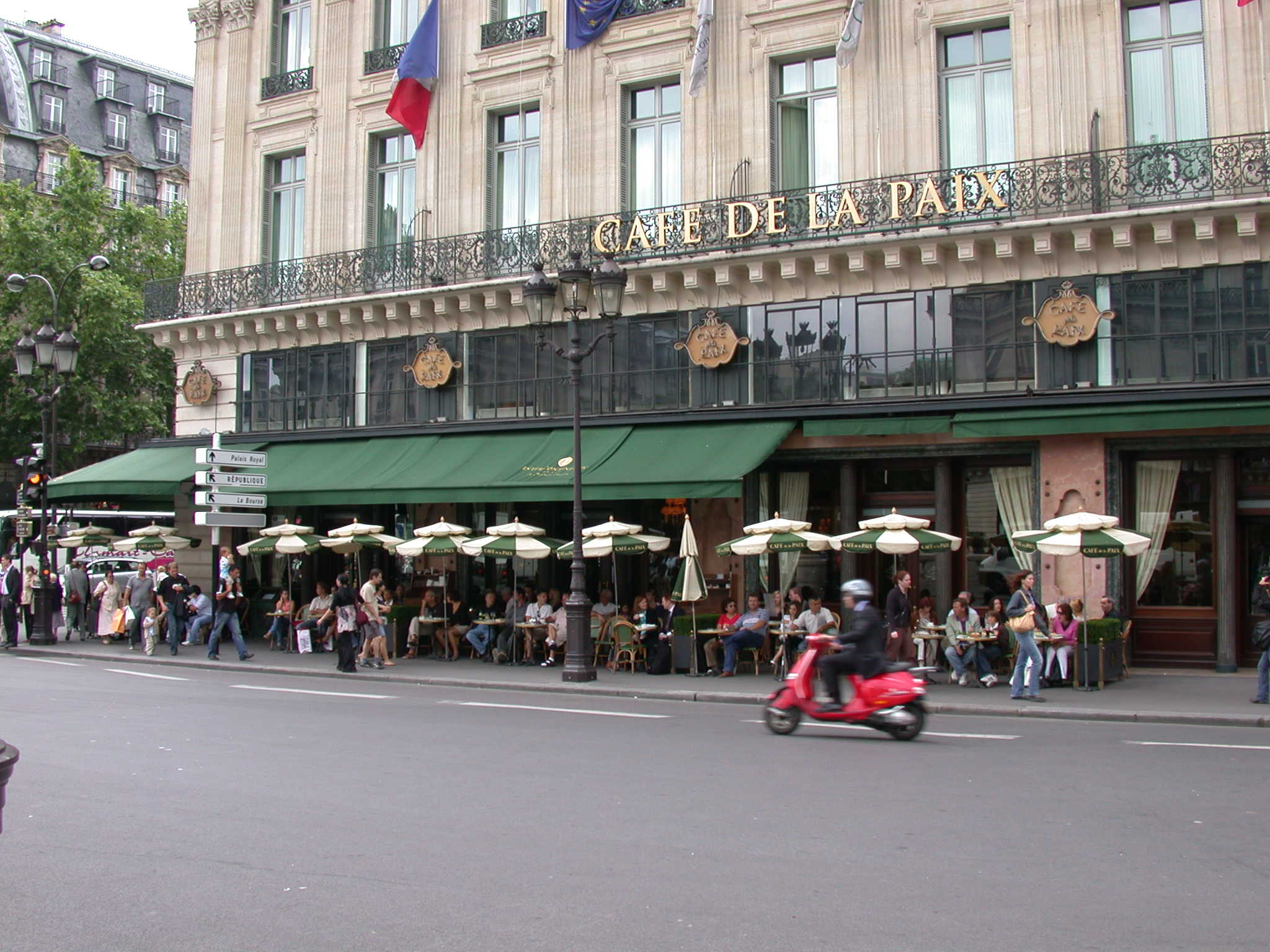
کافه دو لا په
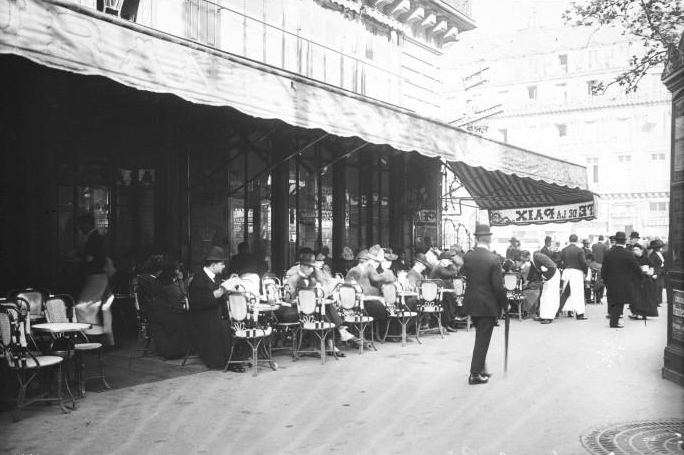
نگاره کافه، ۱۹۱۱
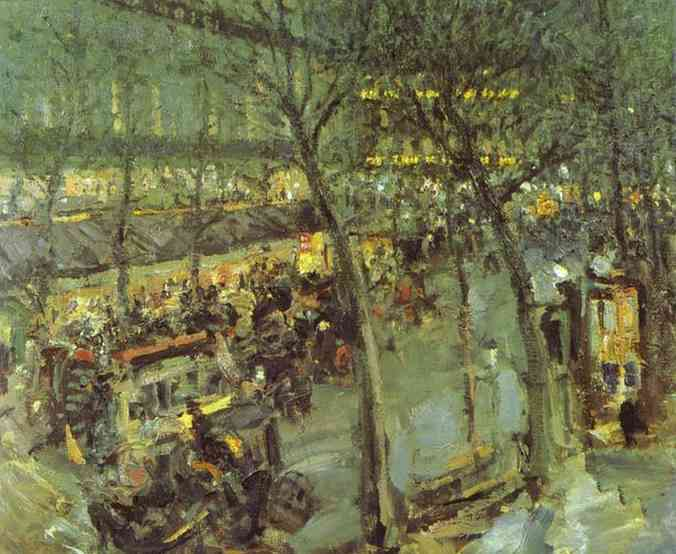
نقاشی از کنستانتین کورووین، ۱۹۰۶
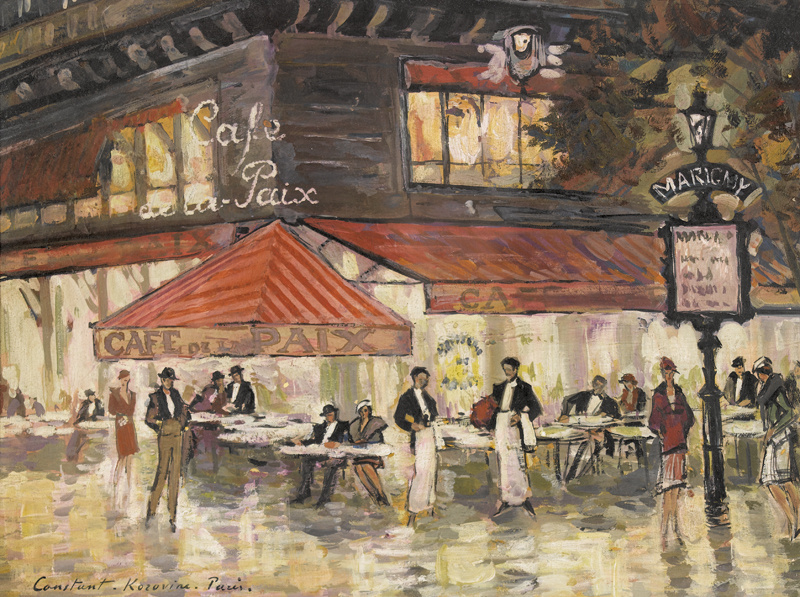
نقاشی از کنستانتین کورووین، ۱۹۰۶